# War Memorial Park
War Memorial Park är en park i Storbritannien.   Den ligger i riksdelen England, i den södra delen av landet, 140 km nordväst om huvudstaden London. War Memorial Park ligger 100 meter över havet.
Terrängen runt War Memorial Park är platt. Runt War Memorial Park är det tätbefolkat, med 276 invånare per kvadratkilometer. Närmaste större samhälle är Coventry, 1,9 km nordost om War Memorial Park. Trakten runt War Memorial Park består till största delen av jordbruksmark.